# Ipomoea welwitschii
Ipomoea welwitschii är en vindeväxtart som beskrevs av Wilhelm Vatke och Hallier f. Ipomoea welwitschii ingår i släktet praktvindor, och familjen vindeväxter. Inga underarter finns listade i Catalogue of Life.